# Jean-Marc Alexandre
Pour les articles homonymes, voir Jean Alexandre (homonymie).
Vous pouvez aider à l'améliorer ou bien discuter des problèmes sur sa page de discussion.
- Il ne cite pas suffisamment ses sources. Vous pouvez indiquer les passages à sourcer avec {{référence nécessaire}} ou {{Référence souhaitée}}, et inclure les références utiles en les liant aux notes de bas de page. (Marqué depuis avril 2024)
- Certaines informations devraient être mieux reliées aux sources mentionnées dans la bibliographie ou les liens externes. Améliorez sa vérifiabilité en les associant par des références. (Marqué depuis avril 2024)

- Archive Wikiwix
- Bing
- Cairn
- DuckDuckGo
- E. Universalis
- Gallica
- Google
- G. Books
- G. News
- G. Scholar
- Persée
- Qwant
- (zh) Baidu
- (ru) Yandex
- (wd) trouver des œuvres sur Wikidata

Jean-Marc Alexandre, né le 24 août 1986 à Verrettes, est un footballeur international haïtien, jouant au poste de milieu offensif.

## Biographie

### Jeunesse et formation
Alexandre grandi à Delray Beach, en Floride, et fréquente la Atlantic Community High School, et joue son football collégial à la Lynn University. Durant ses études, il joue également en Premier Development League, le plus haut niveau amateur aux États-Unis, avec les Pumas de Palm Beach et le Ventura County Fusion.

### Parcours en club
Alexandre est recruté en première ronde (douzième au total) du MLS SuperDraft 2009 par le Real Salt Lake. Il fait ses débuts professionnels le 28 mars 2009, en tant que joueur remplaçant lors d'un match contre les Sounders de Seattle.
Il est prêté au Austin Aztex de la USL-1 en mai 2009.

### Parcours en sélection
Alexandre est un international haïtien qui joue trois matchs amicaux en 2008 contre le Honduras et Trinité-et-Tobago deux fois. Il participe aussi en 2009 à la Gold Cup de la CONCACAF.

#### Buts internationaux
|    | Date             | Lieu                                      | Adversaire                  | Résultat | Compétition                                         |
| -- | ---------------- | ----------------------------------------- | --------------------------- | -------- | --------------------------------------------------- |
| 1. | 2 septembre 2011 | Stade Sylvio Cator, Port-au-Prince, Haïti | Îles Vierges des États-Unis | 6-0      | Éliminatoires de la coupe du monde de football 2014 |
| 2. | 2 septembre 2011 | Stade Sylvio Cator, Port-au-Prince, Haïti | Îles Vierges des États-Unis | 6-0      | Éliminatoires de la coupe du monde de football 2014 |